# Manga (Minas Gerais)
Manga is een gemeente in de Braziliaanse deelstaat Minas Gerais. De gemeente telt 21.338 inwoners (schatting 2009).

## Aangrenzende gemeenten
De gemeente grenst aan Juvenília, Matias Cardoso, Miravânia, Montalvânia, São João das Missões en Malhada (BA).